# 美叶车前蕨
美叶车前蕨（学名：Antrophyum callifolium）为车前蕨科车前蕨属下的一个种。

## 扩展阅读
- 維基物種上的相關：美叶车前蕨